# 土山茶
土山茶（つちやまちゃ）は、滋賀県甲賀市土山町周辺で栽培されている日本茶。滋賀県内最大の栽培面積・生産量を誇る。

## 歴史
1356年に常明寺（現土山町）の僧鈍翁禅師が京都の大徳寺から持ち帰ったお茶の種子を栽培したことが始まりとされる。
江戸時代に永雲寺の僧天嶺が茶を広く栽培し、村人や旅人に分け与えたものが東海道の街道名物「あけぼの茶」として有名になり、これが土山茶の礎となっている。
幕末の開港後、茶は国内で生糸に次ぐ輸出品となり、1880年刊の滋賀県物産誌によると県下で最大の生産量を誇った。
1881年（明治14年）、土山村の茶業家によって土山茶会社が設立され、輸出用紅茶の品質向上と再製茶の直輸出販売により経営の安定化が図られた。

## 特徴
なだらかな丘陵地で長い日照時間と清水に恵まれて育つ。長く分厚い葉肉で味・香りが濃く、同じ茶葉で二煎目もおいしく飲める。

## 広報活動
茶農家の高齢化やコロナ禍による売り上げ減少の中、2018年から4年かけて新しいブランド「土山一晩ほうじ」が開発された。

### 条例制定
2015年3月5日の甲賀市議会で地元産のお茶等を信楽焼の器でふるまう習慣を広める「甲賀市甲賀の茶及び甲賀の地酒を信楽焼の器でもてなす条例（通称：おもてなし条例）」が可決された。

## その他
近年、土山茶を使ったジェラートやジャム、焼き菓子等のスイーツの販売、ほうじ茶の専門店など、魅力ある商品の提供に取り組んでいる。